# Nagy Sándor (pilóta)
Nagy Sándor (1944 –?) magyar vitorlázógép-pilóta, sportoló, irodalomtörténész, adjunktus.

## Sportegyesületei
Győri Repülőklub

## Sporteredmények
- 1958-ban megszerezte meg az Ezüstkoszorút.
- Kétszer nyerte meg az Avas-kupát.

## Szakmai elismerések
2013-ban a FAI (Fédération Aéronautique Internationale/Nemzetközi Repülőszövetség) Paul Tissandier diplomával ismerete el a vitorlázórepülésért tett szolgálatát.